# Katedrála svaté Anastázie (Zadar)
Katedrála svaté Anastázie v Zadaru (chorvatsky katedrala svete Stošije u Zadru), či jen zadarská katedrála (chorvatsky Zadarska katedrala) je románsko-gotická katedrála ze 12.–14. století. Nachází se v historickém jádru Zadaru. Je hlavním chrámem římskokatolické arcidiecéze v chorvatském Zadaru a zároveň největším kostelem v Dalmatském regionu. 
Katedrála tvoří jeden architektonický celek, společně s kostelem sv. Donáta (s nímž má společnou zvonici), arcibiskupského paláce v místě někdejšího zadarského římského fóra. Katedrála se nachází na náměstí svaté Anastázie (Trg sv. Stošije) a boční strana lemuje Širokou ulici, Arcibiskupský palác a kostel sv. Donáta stojí na náměstí Jana Pavla II. (Poljana pape Ivana Pavla II.)

## Historie

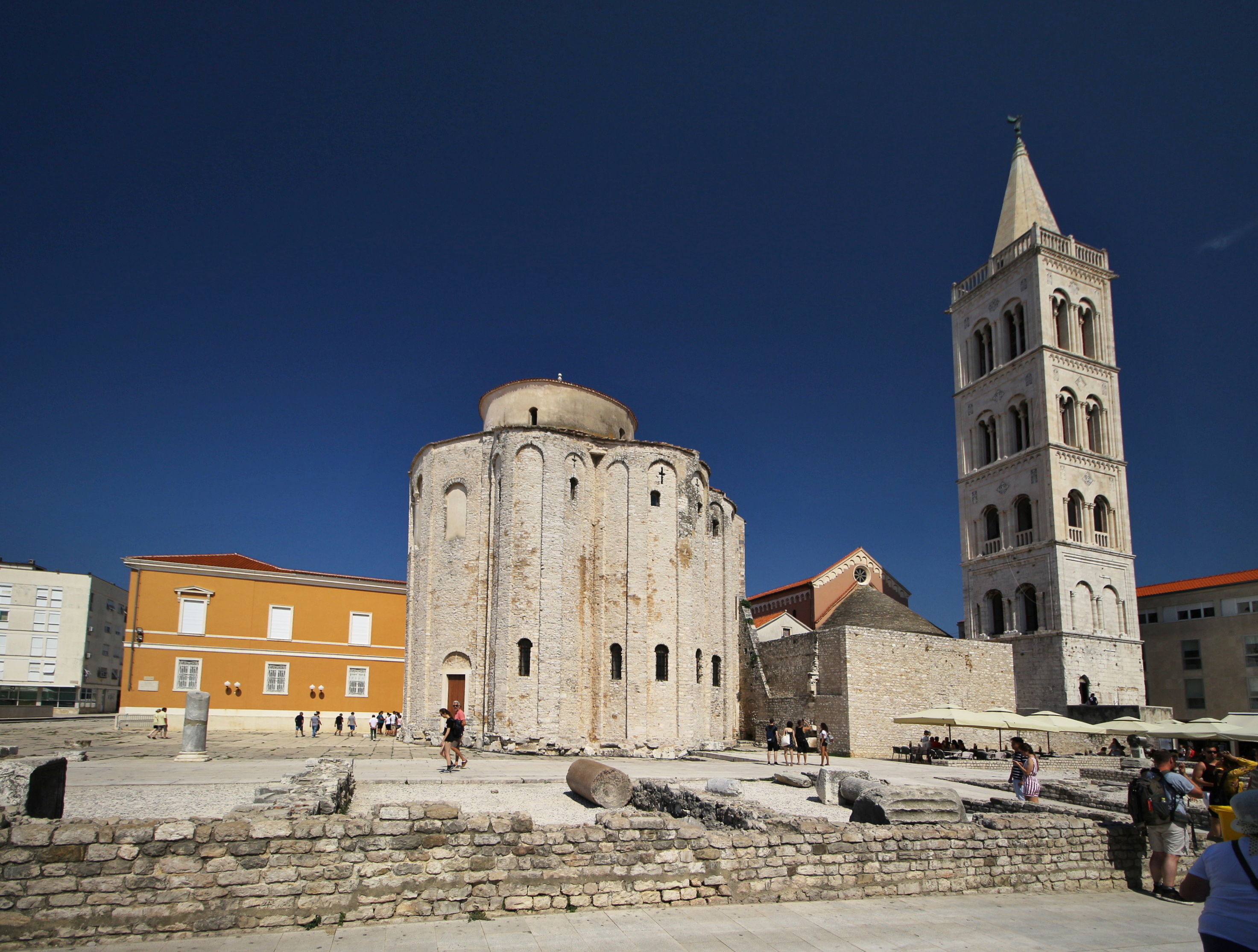
Komplex arcidiecézních budov: vlevo v okrové barvě Arcibiskupský palác, uprostřed kostel sv. Donáta, napravo od něj závěr katedrály sv. Anastázie a zcela vpravo románská zvonice. V popředí zbytky římského fóra.

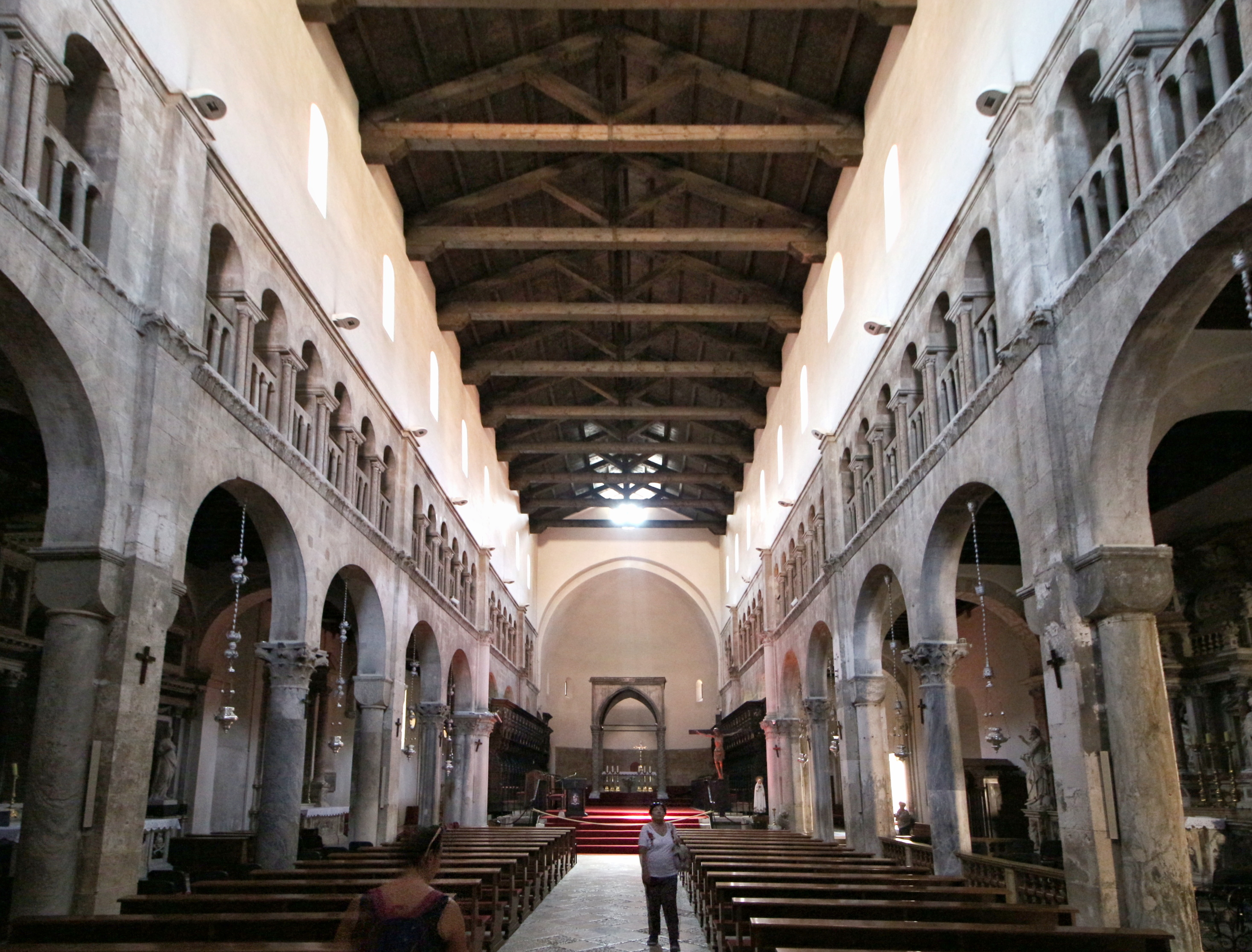
Interiér katedrály sv. Anastázie

Současná katedrála pochází z 12. století, kdy novější románská stavba nahradila raněkřesťanskou trojlodní baziliku ze 4.–5. století, původně zasvěcenou sv. Petrovi. V době úřadování zadarského biskupa Donáta III. se patronkou chrámu stala sv. Anastázie ze Sirmia, jejíž relikvie Donát získal od císaře Nikefora a umístil je do sarkofágu, který je v katedrále dodnes. 
V roce 1177 katedrálu navštívil papež Alexandr III. a 9. června 2003 na jedné ze svých posledních zahraničních návštěv i papež Jan Pavel II.

## Popis
Nejvýraznějším prvkem celé stavby je poněkud neobvyklé průčelí ze 13. století, jehož vstupní portál zdobí dvě rozety. Je zde patrný toskánský vliv podobně jako u dalšího zadarského kostela svatého Chrysogona. První část stavby je vyzdobená typicky románskými motivy, zatímco gotický tympanon pochází roku 1324. 
V interiéru zaujme především šíře hlavní chrámové lodi. Chórové lavice jsou bohatě zdobené ve stylu plaménkové gotiky typické pro počátek 15. století. Významné jsou také lucernová věž a první křesťanská mozaika v sakristii.